# Brecha (semanario)
Brecha es un semanario político de Uruguay.  Desde su fundación en 1985 apuntó a crear una publicación periodismo independiente de izquierda, ubicada en la calle 25 de Mayo 710 en Montevideo.

## Historia
Fue fundado en 1985, a partir del antiguo grupo de redacción que integró el semanario Marcha, clausurado en 1974 por la dictadura cívico-militar. Debido al fallecimiento en el exilio de Carlos Quijano, fundador de la antigua publicación, se decidió iniciar el nuevo ciclo con el nombre "Brecha". 
Entre los fundadores estuvieron Hugo Alfaro, Héctor Rodríguez, Rúben Svirsky, Guillermo Waksman y otros. Se apuntó a crear una publicación de izquierda independiente, que se adaptase a los nuevos desafíos de finales del siglo XX.
Desde su fundación, diversos periodistas, escritores e intelectuales del ámbito nacional han colaborado en sus páginas, como Mario Benedetti, Idea Vilariño, Hiber Conteris, Samuel Blixen García, Carlos María Domínguez, Ana Inés Larre Borges, Rosalba Oxandabarat, Luis Bravo, Oscar Brando, Soledad Castro, Álvaro Lema Mosca, entre otros. 
En julio de 2020, Brecha encaró una reestructura general de su diseño para adaptarse a la nueva realidad, ofreciendo todos sus contenidos tanto en versión impresa como en versión digital.